# Demobilisierung
Mit Demobilisierung oder Demobilisation wird die Rücknahme einer Mobilmachung oder die Auflösung einer Streitmacht bezeichnet.

## Demobilisierung als Rücknahme der Mobilmachung stehender Heere
In Umkehrung ihrer Mobilmachung wird eine bestehende Streitmacht von den Landesgrenzen oder Fronten zurückgezogen und ihr Personalbestand, die Ausrüstung, Bewaffnung und das Transportsystem auf die Friedenssituation zurückgeführt. Wie die Mobilmachung ein eskalierendes Moment ist, kann die Demobilisierung deeskalierend wirken.
Die deutsche Heeresverwaltung hatte 1917 die dem Reichswirtschaftsministerium unterstellte Kriegswirtschafts-AG beauftragt, sowohl eigenes Kriegsgerät, als auch Beutegut aus den besetzten Gebieten in eigens errichtete Sammellager im Reichsgebiet zu deportieren, z. B. in Mannheim-Rheinau, Schwetzingen und Hameln. Aus diesen Demobillagern (auch: D-Lager) verwertete die Reichs-Treuhand-Gesellschaft bis 1921 das dort eingelagerte Material.

## Demobilisierung als Auflösung von Streitkräften
Auch die Entlassung von Personen aus dem Militärdienst, in großer Zahl und nach Beendigung von Kriegen, bezeichnet man als Demobilisierung. Sie umfasst einerseits die Entwaffnung, Entbindung von ihren militärischen Pflichten und Entlassung von Soldaten, andererseits gehört zur Demobilisierung auch die Reintegration der entlassenen Soldaten in die zivile Gesellschaft.

### Im Frieden
Demobilisierung kann als Folge von geopolitischen Veränderungen, etwa als Gegenstand von Friedensverträgen erfolgen. So können im Rahmen von Abrüstungsvereinbarungen Waffensysteme und die mit ihnen betrauten Truppen demobilisiert werden.
Ein Beispiel für Demobilisierung auf Grundlage staatspolitischer Entscheidungen war in der zweiten Hälfte 1980er Jahre die Abrüstungsinitiative der Deutschen Demokratischen Republik (DDR). Am 23. Januar 1989 erklärte der Nationale Verteidigungsrat der DDR im Rahmen des politischen Dialoges zur Verminderung der Streitkräfte und konventionellen Rüstungen in Europa die Bereitschaft der DDR, einen konstruktiven einseitigen Beitrag zum Abrüstungsprozess zu leisten. Neben der Demobilisierung von 10.000 Soldaten sollten auch sechs Panzerregimenter und ein Fliegergeschwader aufgelöst werden. Die Initiative wurde noch 1989 in der Nationalen Volksarmee umgesetzt.
Einen bedeutend größeren Umfang hatte die Demobilisierung der Streitkräfte der DDR im Jahr 1990: die Nationale Volksarmee wurde mit Herstellung der Einheit Deutschlands zum 2. Oktober 1990 aufgelöst.
Von Demobilisierung in großem Maßstab wird auch gesprochen zum Beispiel nach der Herstellung der Einheit Deutschlands im Zusammenhang mit dem Abzug (der Rückführung) der Westgruppe der Streitkräfte der UdSSR/Russlands auf dem Gebiet der ehemaligen DDR.
Auch die Bundeswehr hat durch die große Truppenreduzierung von über 300.000 Soldaten eine teilweise Demobilisierung durchgeführt.

### Nach einem Krieg

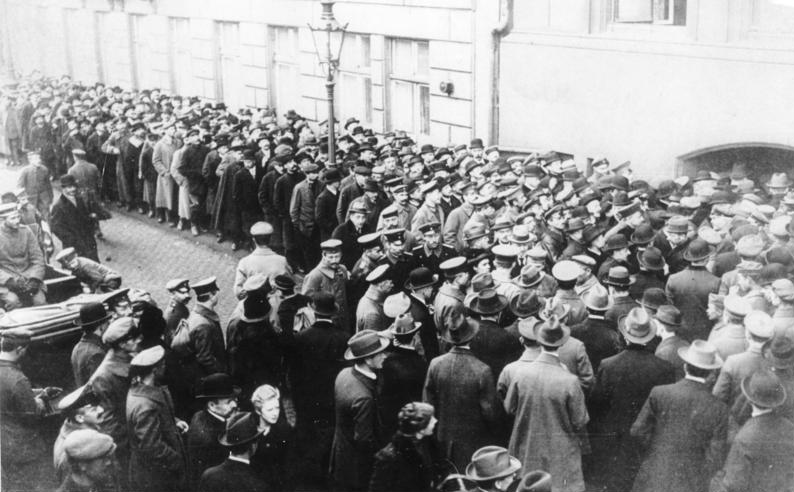
Deutsche Soldaten stehen um Entlassungspapiere an, 1918

Sowohl bedeutend wie problematisch ist die Demobilisierung von Truppen nach einem Krieg, besonders, wenn es sich um Söldner oder Eingezogene handelt, die nicht in die Organisation einer Armee, sondern in eine zivile Gesellschaft entlassen werden.
In diesem Fall kann die Demobilisierung eine Reihe von Schwierigkeiten nach sich ziehen, nicht nur auf der im Krieg unterlegenen Seite. Zentrales Problem ist die Versorgung der demobilisierten Soldaten mit einem geregelten Einkommen, zumal parallel die Wirtschaft des betreffenden Landes in der Regel von einer Kriegs- auf eine Friedensproduktion umgestellt werden muss oder durch direkte Kriegseinwirkungen beschädigt wurde. Auch eine Unterstützung durch den Staat ist je nach Intensität des vorangegangenen Krieges kaum möglich.
Aufgrund dieser wirtschaftlichen und sozialen Probleme besteht die Gefahr, dass demobilisierte Truppenteile den Krieg auf eigene Faust fortsetzen, zum Beispiel in Freikorps.
Ein besonderes Problem in neuerer Zeit ist die Demobilisierung von Kindersoldaten.